# حسين كارتال
حسين كارتال (بالتركية: Hüseyin Kartal)‏ هو لاعب كرة قدم تركي في مركز الهجوم، ولد في 1982 في إيغيردير في تركيا. شارك مع منتخب تركيا تحت 21 سنة لكرة القدم ومنتخب تركيا لكرة القدم. أما مع النوادي، فقد لعب مع أنقرة غوجو ودنيزلي سبور وعثمانلي سبور ونادي قاسم باشا ويني ملطية سبور.

## وصلات خارجية
- حسين كارتال على موقع الاتحاد الدولي (مؤرشف)  (الإنجليزية)
- حسين كارتال على موقع اتحاد تركيا (لاعب) (الإنجليزية)
- حسين كارتال على موقع قاعدة بيانات كرة القدم.إي يو (الإنجليزية)
- حسين كارتال على موقع ناشيونال فوتبول تيمز (الإنجليزية)
- حسين كارتال على موقع عالم كرة القدم.نت (الإنجليزية)